# John Keith, I conte di Kintore
Sir John Keith (1630 – 12 aprile 1715) è stato un nobile scozzese.
Fu il I conte di Kintore e il I cavaliere maresciallo.

## Biografia
John Keith era il quarto figlio di William Keith, VI conte maresciallo, e di lady Mary Erskine, figlia di John Erskine, XVIII conte di Mar.
Nel 1651 Keith, assieme a suo nipote William Keith, VII conte maresciallo, difese il castello di Dunnottar dall'attacco delle forze di Oliver Cromwell.
Le armi di Scozia erano proprio state trasportate a Dunnottar per difenderle nel corso della guerra dei tre regni e Robert Overton, comandante di una forza del New Model Army, assediò il castello nel tentativo di impossessarsene.
Mentre le armi furono segretamente trasportate fuori dal castello per nasconderle nella chiesa parrocchiale di Kinneff, Keith si imbarcò per la Francia e fu catturato al suo ritorno dai parlamentaristi.
Keith sostenne che aveva consegnato le armi al re Carlo II d'Inghilterra. Le armi rimasero a Kinneff fino alla Restaurazione.
Fu nominato cavaliere maresciallo di Scozia al ritorno di Carlo II e, nel 1677, fu nominato conte di Kintore, con il titolo sussidiario di lord Keith di Inverugie e di Keith Hall.
Tra il 1684 e il 1687, lord Kintore fu vicetesoriere di Scozia. Fu custode del sigillo privato di Scozia nel 1689. 
Sostenne sia la Gloriosa rivoluzione sia l'Atto di Unione del 1707.
Morì nel 1715.

## Famiglia
Lord Kintore si sposò nel 1662 con lady Margaret Hamilton, figlia postuma di Thomas Hamilton, II conte di Haddington, ed ebbe la seguente prole:
- William Keith, II conte di Kintore
- Lady Jean Keith, sposata con sir William Forbes, II baronetto di Monymusk
- Lady Margaret Keith, sposata con Gavin Hamilton di Raploch